# 赖希韦勒
赖希韦勒是德国莱茵兰-普法尔茨州的一个市镇。总面积3.87平方公里，总人口535人，其中男性267人，女性268人（2011年12月31日），人口密度138人/平方公里。